# تصميم تشاركي
التصميم التشاركي (التصميم التعاوني في الأصل، يدعى بالتصميم المشترك الآن في كثير من الأحيان) هو نهج للتصميم يحاول إشراك جميع الأطراف المعنية بشكل فعال (مثل الموظفين والشركاء والعملاء والمواطنين والمستخدمين النهائيين) في عملية التصميم مما يساعد على ضمان تلبية احتياجات المستخدم النهائي للمنتج وزيادة قابلية استخدامه. التصميم التشاركي هو نهج يركز على عمليات وإجراءات التصميم وهو ليس اسلوب تصميم. يستخدم المصطلح في مجموعة متنوعة من المجالات مثل تصميم البرامج، والتصميم العمراني، والهندسة المعمارية، وهندسة عمارة تنسيق المواقع، وتصميم المنتجات، والاستدامة، والتصميم الجرافيكي، والتخطيط، وحتى الطب كطريقة لإنشاء بيئات أكثر استجابة وملاءمة لسكانها واحتياجات المستخدمين الثقافية والعاطفية والروحية والعملية. مما يميز هذا النوع من التصميم هو مراعاته الجانب الاجتماعي للتصميم والذي لا يحظى بالاهتمام الكافي في كثير من الأحيان.
تشير الأبحاث الحديثة إلى أن المصممين يخلقون مفاهيم وأفكارًا أكثر إبداعًا عند العمل في بيئة تصميم مشترك مع الآخرين بالمقارنة مع ما يمكن انتاجه بشكل فردي.
تم استخدام التصميم التشاركي في العديد من المجالات وعلى مستويات مختلفة. بالنسبة للبعض، هذا النهج له بعد سياسي لتمكين المستخدم وإرساء الديمقراطية بعملية اتخاذ القرار. أما للبعض الآخر، فيُنظر له على أنه طريقة لتجنيب المصممين مسؤولية التصميم والابتكار.
يعود تاريخ التصميم التشاركي إلى بدايات التعاون مع النقابات العمالية في العديد من البلدان الاسكندنافية، خلال الستينيات والسبعينيات. ويشمل أصلها أيضًا البحث العملي والأنظمة الاجتماعية التقنية.

## تعريف
في التصميم التشاركي، تتم دعوة المستخدمين (المفترضين أو المحتملين أو المستقبليين) للتعاون مع المصممين والباحثين والمطورين أثناء عملية الابتكار وايجاد الحلول. من المحتمل أن يشاركوا خلال عدة مراحل في عملية ايجاد الحل والتصميم المناسب: يشاركون معاً في الاستكشاف الأولي وتعريف المشكلة للمساعدة في تحديد المشكلة ونطاقها ز التركيزعلى ادراج أفكار للحل، ومن ثم يتساعدون على تقييم وترتيب أهمية الحلول المقترحة. يلي ذلك تصور نوع الحل ورسم نموذج أولي له ويلي ذلك بناء الحل وبالنهاية تجريبه. يصف مارتن بيترز وستيفاني يانسن التصميم المشترك بأنه جزء من عملية إنشاء مشترك كاملة، والتي تشير إلى العملية الشفافة لخلق القيمة في التعاون المستمر والناتج عن جميع الأطراف ذات الصلة ودعمها من قبل المستخدمين النهائيين الذين يلعبون دوراً في جميع مراحل عملية التطوير.

### شروط مختلفة
في "التصميم المشترك للمجتمع"، أدرجت ديبورا سيبيكو ولورين تان الخصائص المختلفة للتصميم المشترك، بدءًا من حركة التصميم التشاركي الاسكندنافية، حيث يختلف التصميم المشترك ضمن المجتمع عن بعض هذه المجالات لأنه يشمل جميع الأطراف المعنية في مشكلة وليس فقط المستخدمين النهائين، طوال العملية برمتها من البحث إلى التنفيذ ".
في المقابل، صرحت إليزابيث ساندرز وبيتر ستابيرز أن ما يسمى الآن بالتصميم المشترك ما هو إلا تسمية أخرى التصميم التشاركي".
منذ الستينيات فصاعدًا، كان هناك طلب متزايد على مزيد من النظر في آراء المجتمع في عملية صنع القرار الرئيسية. في أستراليا ، اعتقد الكثير من الناس أنه لم يتم اشراكهم في عملية التخطيط. حيث أدى عدم التشاور في تصميم الحلول إلى جعل نظام التخطيط يبدو أبويًا وبدون اعتبار مناسب لكيفية تأثير التغييرات في البيئة الحضرية على مستخدميها الأساسيين. في بريطانيا، أثيرت فكرة مشاركة الجمهور لأول مرة في عام 1965. لكن مستوى المشاركة للأطراف المعنية في التصميم هو مسألة مهمة. في الحد الأدنى، تم الآن تضمين ورش العمل وجلسات الاستماع العامة في كل مسعى تخطيطي تقريبًا. ومع ذلك، يمكن أن يعني هذا المستوى من التشاور ببساطة معلومات حول التغيير دون مشاركة مفصلة. المشاركة التي تعترف بدور نشط في صنع الخطة لم يكن دائمًا من السهل تحقيقه. حاول التصميم التشاركي إنشاء منصة للمشاركة النشطة في عملية التصميم للمستخدمين النهائيين.

### التاريخ في الدول الاسكندنافية
وُلد التصميم التشاركي بالفعل في الدول الاسكندنافية وسمي التصميم التعاوني . ومع ذلك، عندما تم تقديم الأساليب إلى المجتمع الأمريكي، كانت كلمة «التعاون» لا يتردد صداها مع الفصل القوي بين العمال والمديرين - لم يكن من المفترض أن يناقشوا طرق العمل وجهًا لوجه. ومن ثم، تم استخدام كلمة «التشاركية» بدلاً من ذلك لأن جلسات التصميم التشاركي الأولية لم تكن تعاونًا مباشرًا بين العمال والمديرين، حيث كانوا يجلسون في نفس الغرفة لمناقشة كيفية تحسين بيئة العمل وأدواتهم، ولكن كانت هناك جلسات منفصلة للعمال والمديرين. كانت كل مجموعة تشارك في العملية، ولم تتعاون بشكل مباشر. (في مراجعة تاريخية للتصميم التعاوني، في مؤتمر إسكندنافي).
في الدول الاسكندنافية، يعود تاريخ المشاريع البحثية حول مشاركة المستخدم في عملية تطوير البرمجيات إلى السبعينيات. وضع ما يسمى «نهج الموارد الجماعية» استراتيجيات وتقنيات للعاملين للتأثير على تصميم واستخدام تطبيقات الكمبيوتر في مكان العمل: اتخذ مشروع اتحاد عمال الحديد والمعادن النرويجي الخطوة الأولى من البحث التقليدي إلى العمل مع الناس تغيير دور الأندية النقابية بشكل مباشر في المشروع.
طورت المشاريع الاسكندنافية منهجًا للبحث الإجرائي، مع التركيز على التعاون النشط بين الباحثين والعاملين في المنظمة للمساعدة في تحسين وضع عمل العاملين. بينما حصل الباحثون على نتائجهم، كان للأشخاص الذين عملوا معهم الحق في الحصول على شيء ما من المشروع. النهج مبني على تجارب الناس الخاصة، وتوفير الموارد لهم ليكونوا قادرين على التصرف في وضعهم الحالي. تم رفض وجهة نظر المنظمات باعتبارها منسجمة بشكل أساسي - والتي بموجبها تعتبر النزاعات في منظمة ما على أنها صراعات زائفة أو «مشاكل» يتم حلها عن طريق التحليل الجيد وزيادة الاتصالات - لصالح وجهة نظر المنظمات التي تعترف بالنزاعات الأساسية «غير القابلة للحل» في المنظمات.
في مشروع يوتوبيا الذي استخدم به التصميم التشاركي، كانت الإنجازات الرئيسية هي أساليب التصميم القائمة على خبرة المستخدم النهائي، والتي تم تطويرها من خلال التركيز على الخبرات العملية للموظفين، مع التأكيد على الحاجة إلى البدائل التقنية والتنظيمية.
بدأ مشروع فلورنسا الموازي سلسلة طويلة من المشاريع البحثية الإسكندنافية في قطاع الصحة. على وجه الخصوص عملت مع الممرضات وطوّرت مناهج للممرضات للحصول على صوت في تطوير العمل وتكنولوجيا المعلومات في المستشفيات. وضع مشروع فلورنسا النوع الاجتماعي على جدول الأعمال مع نقطة انطلاقه في بيئة عمل جنسانية عالية
في السنوات الأخيرة، كان التحدي الرئيسي للتصميم التشاركي هو تبني حقيقة أن الكثير من التطوير التكنولوجي لم يعد يحدث كتصميم لأنظمة منعزلة في مجتمعات عمل محددة جيدًا في مطلع القرن الحادي والعشرين، نستخدم التكنولوجيا في العمل والمنزل والمدرسة وأثناء التنقل.

### في تطوير البرمجيات
في العالم الناطق باللغة الإنجليزية، يمتلك المصطلح حضور مميز في عالم تطوير البرمجيات، خاصة في الدوائر المتصلة بمتخصصي الكمبيوتر من أجل المسؤولية الاجتماعية، الذين وضعوا سلسلة من مؤتمرات التصميم التشاركية. إنه يتداخل مع النهج الذي تتخذه البرمجة القصوى لمشاركة المستخدم في التصميم، ولكن (ربما بسبب أصول النقابات الأوروبية) يركز استخدام التصميم التشاركي بشكل أكبر على مشاركة مجموعة واسعة من المستخدمين بدلاً من عدد صغير من ممثلي المستخدمين.
يمكن اعتبار التصميم التشاركي بمثابة انتقال للمستخدمين النهائيين إلى عالم الباحثين والمطورين، في حين يمكن اعتبار التصميم التقمصي بمثابة انتقال للباحثين والمطورين إلى عالم المستخدمين النهائيين. هناك فرق كبير جدًا بين التصميم الموجه للمستخدم والتصميم الذي يركز على المستخدم من حيث أن هناك أساسًا نظريًا تحرريًا، وأساس نظرية الأنظمة (إيفانوف، 1972، 1995)، والذي تم بناء عليه تصميم المستخدم. في الواقع، يعد التصميم الذي يركز على المستخدم بناءًا مفيدًا ومهمًا، ولكنه يشير إلى أن المستخدمين يتم أخذهم كمراكز في عملية التصميم، والتشاور مع المستخدمين بشكل مكثف، ولكن لا يسمح للمستخدمين باتخاذ القرارات، ولا يمكّن المستخدمين من الأدوات التي يستخدم الخبراء. على سبيل المثال، محتوى ويكيبيديا مصمم من قبل المستخدم. يتم منح المستخدمين الأدوات اللازمة لعمل إدخالاتهم الخاصة. يعتمد برنامج ويكي الأساسي لـويكيبيديا على تصميم يركز على المستخدم: بينما يُسمح للمستخدمين باقتراح تغييرات أو إدخال مدخلات على التصميم، تقرر مجموعة أصغر وأكثر تخصصًا الميزات وتصميم النظام.
يميل العمل التشاركي في تطوير البرمجيات تاريخيًا نحو مسارين متميزين، أحدهما في الدول الاسكندنافية وشمال أوروبا، والآخر في أمريكا الشمالية. ظل التقليد الإسكندنافي وأوروبا الشمالية أقرب إلى جذوره في الحركة العمالية. تميل تقاليد حافة أمريكا الشمالية والمحيط الهادئ إلى أن تكون أوسع (على سبيل المثال، بما في ذلك المديرين والمديرين التنفيذيين كـ «أصحاب مصلحة» في التصميم) وأكثر تقييدًا (على سبيل المثال، تصميم الميزات الفردية على عكس النهج الاسكندنافي لتصميم الأنظمة بأكملها وتصميم العمل الذي من المفترض أن يدعمه النظام) (على سبيل المثال، باير وهولتزبلات، 1998 ؛ نورو وإيمادا، 1991). ومع ذلك، تميل بعض الأعمال الحديثة إلى الجمع بين النهجين.